# 朱怀冰
朱怀冰（1892年11月17日—1968年11月14日），其在保定军校上学时学名：朱荫冕，号：岩声。乳名四伢，亦名怪中，湖北黄冈阳逻朱旗杆湾（今属武汉新洲）人。中华民国军事及政治人物。

## 生平
朱怀冰幼时家贫，受塾师周先生启蒙和资助就读于早年曾先后就读于私立湖北法政学堂、农工专校、汉黄德道师范学校、武昌陆军小学、保定陆军军官学校第四期步科一连，与陈诚同窗，关系颇亲密。并曾加入中国同盟会。
1917年毕业后，随湖北同乡、晋军师长兼晋北镇守使孔庚奔走于晋、豫、黔、蜀之间，组织护国讨袁义师，参与“鄂人治鄂”、驱逐军阀王占元的斗争。1920年任江苏淮阴镇守使马守仁部营附。1924年入滇，任职于川军石青阳部、云南陆军讲武堂等处。
1925年加入国民革命军，任营长、团长。北伐期间，任国民革命军总司令部征募处上校科长。1927年11月任国民政府军事委员会办公厅第二局局长，1928年1月任国民革命军新编第十军（鄂军夏斗寅部，后改称国民革命军第二十七军）参谋长，1928年9月编遣后，该部缩编为国民革命军第十三师任第三十八旅旅长，驻防兖州，不久升任第十三师副师长。1931年5月，第十三师开拔湖北，调任武汉警备旅旅长。并进入湖北省政界，出任湖北省政府委员、湖北省民政厅厅长。制订并颁施《湖北各县政治战斗方案》，组织地主武装，配合湘鄂川边清乡督办徐源泉等的正规部队，向鄂豫皖、湘鄂西等苏区和红军不断发动“围剿”，亲率部队在监利、沔阳一带进行封锁、搜査，包抄洪湖根据地。因剿共得力，1933年2月任国民政府军事委员会委员长南昌行营第四厅厅长，同年又任江西省政府委员、江西省民政厅厅长。1934年起，历任庐山军官训练团办公厅主任兼政治教官，国民政府军事委员会委员长武汉行营陆军整理处研究委员会委员、办公厅主任，国民政府军事委员会委员长宜昌行营参谋长、办公厅主任等职。1936年2月在鄂西组建第九十四师任师长。
中国抗日战争期间，开赴华北，1938年4月授陆军中将衔，任国民革命军第九十七军军长兼豫北自卫军总指挥。1939年4月29日免兼第94师师长。同中国共产党领导的八路军发生摩擦，1940年3月该军在磁（县）武（安）涉（县）林（县）战役中被八路军歼大部后被迫退出进占的抗日根据地，撤到修武地区整训。1940年5月6日，国民革命军第九十七军番号撤销，残部合编为新的第94师，改隶土木系的国民革命军第十四军。改任冀察战区副总司令、政治部主任兼管河北民政，统率河北民军。河北省政府委员、河北省民政厅厅长，1941年任第六战区司令长官部参谋长。
1940年8月，再度出任湖北省民政厅厅长，并兼湖北省粮政局局长。1943年，接替调任中国远征军司令长官的陈诚担任湖北省政府代主席。主持“恩施高干会”，组建“民众训练委员会”。1944年7月，陈诚任军政部长，朱怀冰调离湖北任国民政府军事委员会军法执行总监部副总监、中國國民黨第五屆中央執行委員會训练委员会副主任委员。1945年5月中国国民党第六届中央委员会训练委员会副委员长。以军事委员会特派员身份奉令宣抚华北。
1946年4月回到家乡，以“做大事不做大官”标榜，出任湖北省黄冈县县长。在黄冈一年间，拟订《建设新黄冈计划》，勒令各地整顿保甲，训练壮丁，移民并村，增哨加卡，专门对付共产党。提出“一家通匪，五户问罪”的口号，扬言“要在3个月内剿完黄冈的共党组织”，1947年秋，在陈诚邀请下担任国民政府主席东北行辕政务委员会副主任。1948年1月陈诚离开东北后，朱也回到湖北寓居。1948年夏，受湖北省政府主席张笃伦之遨，任湖北省企业委员会主任委员，该组织后改名“湖北省实业公司”，朱被选为董事会董事长。该公司设在汉口兰陵路应城石膏矿公司二楼，主管省政府接管的日伪期间开办的50多个省属企业厂矿。常遨一批政界落魄人士聚会，以“将毕生从事振兴实业”。1949年春，于办公室旁设暗室，襄助堂弟朱鼎卿策划湖北省政府组阁人员名单，自荐任省政府委员、鄂西行署主任。1949年10月由成都飞香港转遁台湾，任东南军政长官公署（军政长官陈诚）顾问，行政院顾问，行政院设计委员会副秘书长，光复大陆设计研究委员会副秘书长、秘书长，总统府国策顾问、国民党中央评议委员等职。1968年于台北逝世。
1932年朱在家乡创办义山小学，后在黄冈颁令拆城墙修建省二高、省二师和黄冈中学，曾任沙市中华中学校长、阳逻精益中学董事长。著有《孙子十三篇阵中笺释》、《管子注释》、《大学论语今释》等。

## 家庭
- 子：朱邦复，为仓颉输入法的发明人之一。
- 女：朱立立，心理學家和作家，筆名荊棘，出版了《荊棘裡的南瓜》、《異鄉的微笑》、《蟲及其他》、《金色的蜘蛛網﹕非洲蠻荒行》、《保健抗老美容快樂》、《南瓜和荊棘》和《吳蠻琵琶行》。

## 榮譽

### 本國
- 三等景星勳章（1963年6月6日[3]）